# Aneflomorpha longitudinis
Aneflomorpha longitudinis är en skalbaggsart som beskrevs av Chemsak och Noguera 2005. Aneflomorpha longitudinis ingår i släktet Aneflomorpha och familjen långhorningar. Inga underarter finns listade i Catalogue of Life.